# Jolki 1914
Jolki 1914 (russisk: Ёлки 1914, da.: Nytårstræet 1914) er en russisk spillefilm fra 2014.

## Medvirkende
- Ivan Urgant som Boris Jefimovitj
- Sergej Svetlakov som Jevgenij Pavlovitj
- Jevgenija Khirivskaja som Bella
- Aleksandr Pal som Filippov
- Vera Panfilova som Tatjana
- Konstantin Khabenskij som officer